# Sandolo

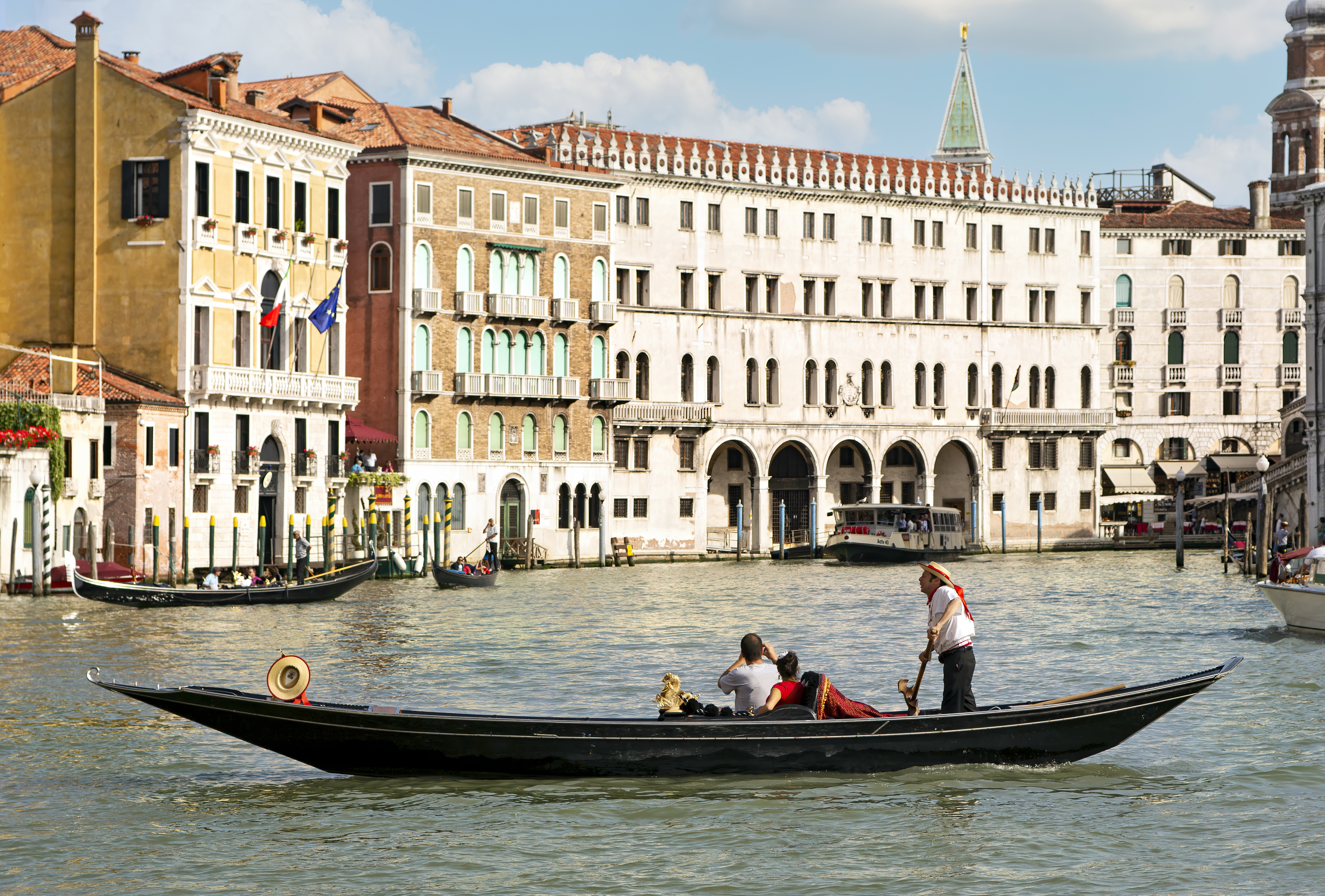
Sandolo sur le Grand Canal

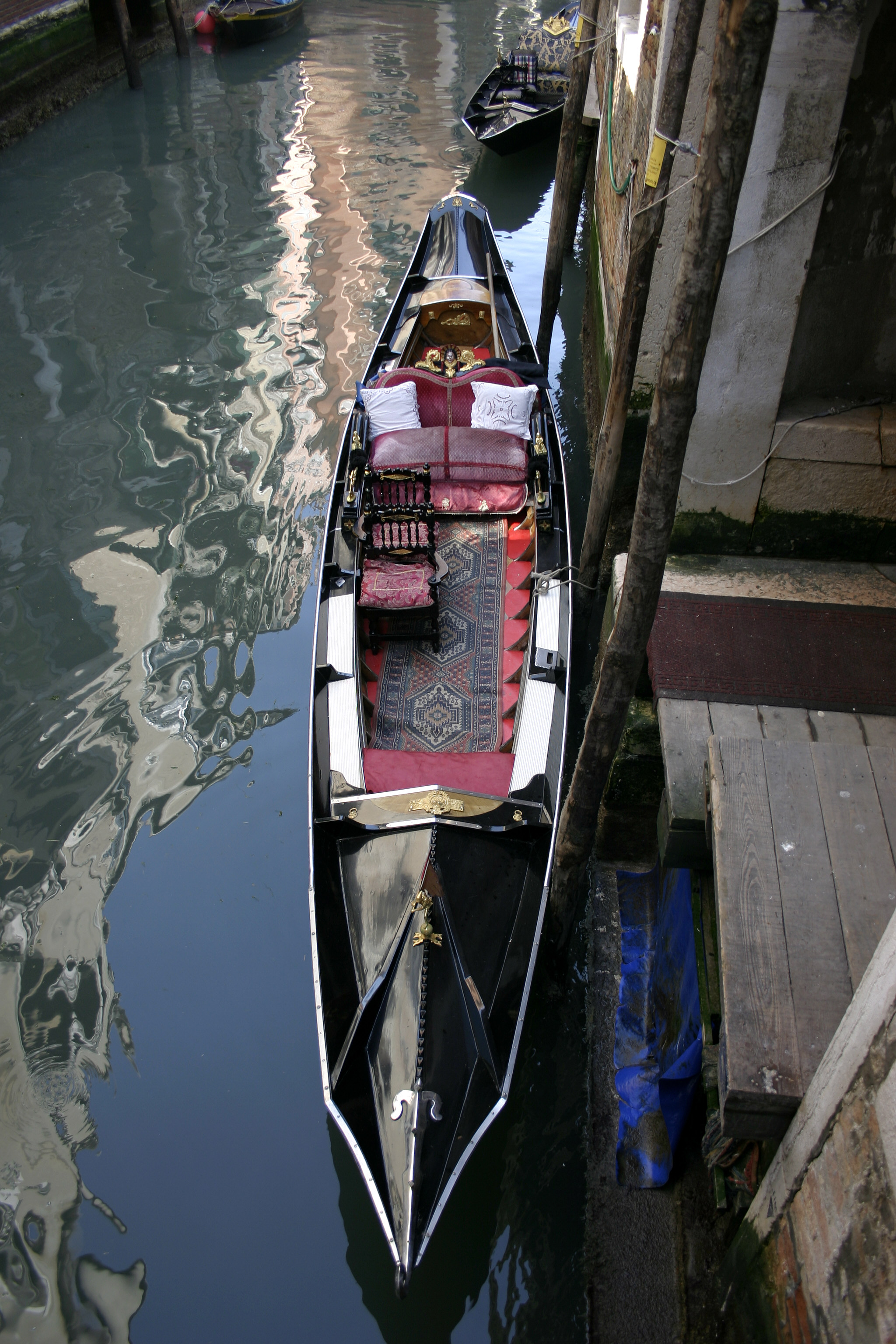
Sandolo

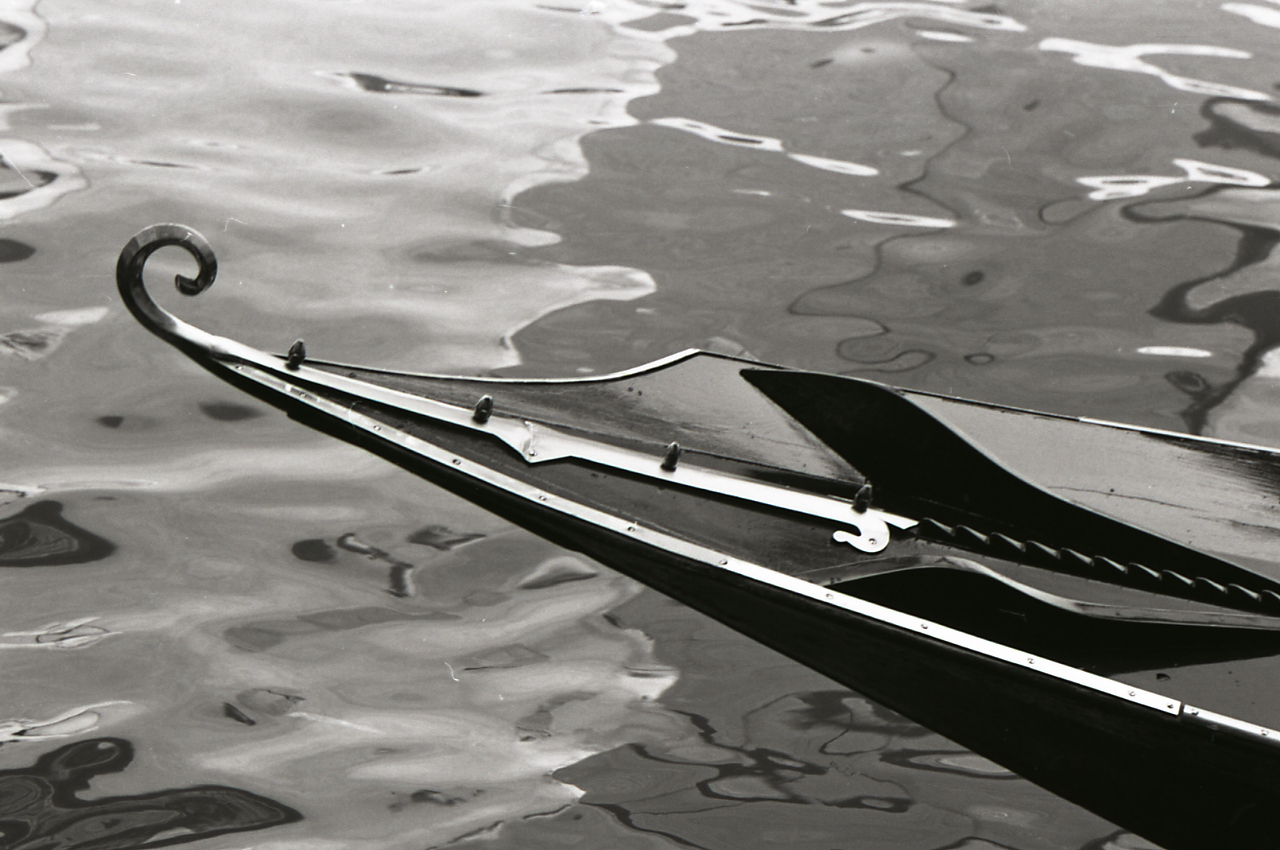
Sandolo, detaille. Photo par Paolo Monti, 1969

La sàndolo est une barque traditionnelle à fond plat de couleur noire à une rame utilisée dans la ville de Venise en Italie.  C'est une variante de la gondole. On suppose que le nom provient du latin sandolium : chaussure plate. Il apparait la première fois en 1292.
La sàndolo est déclinée en différentes dimensions. Sa longueur varie entre 5 et 9 mètres. Les caractéristiques sont adaptées à différentes utilisations. C' est une embarcation très maniable qui sert au transport de marchandises, de personnes et des produits de la pêche (fagia da Sàndolo : pêche de nuit avec des lumières; saltafossi; da fossina (fiocina)) ou pour la chasse dans les bancs de sable (ciopon ou s'ciopon).

## Variantes
Selon son utilisation, elle prend le nom de :
- Sàndolo da barcariol : type de sàndolo qui, tel la gondole, est utilisé à Venise exclusivement au transport de personnes. Peint en noir, équipé de parécio (petits fauteuils), un divan central, les chevaux dorés sur les côtés et un ferro en forme une boucle sur la proue. Les mesures moyennes sont : longueur 7,60 m, largeur 1,47 m, profondeur 39,1 cm.
- Mascaretà : sorte de sandolo léger, utilisé jadis pour la pêche et de nos jours les régates, ainsi que pour la navigation de plaisance en lagune. Long de 6 à 8 m, elle peut disposer de 1 à 4 rameurs. Son nom proviendrait de l'utilisation qu'en faisaient régulièrement les courtisanes (au visage masqué) ;
- Pupparin ou puparìn : embarcation rapide caractérisée par une poupe très développée, dont elle tire son nom. Utilisée en régate, elle fut utilisée jadis pour la surveillance en mer et comme bateau da casada (pour familles nobles). Dispose de 1 à 4 rames et a une longueur de 9 à 10 mètres. Le profil élancé de la coque et la forme audacieusement fine de la proue en font un bateau élégant et raffiné.
- Sc'iopon : bateau de chasse de tirant d'eau très faible (5-10 cm). Son profil bas permettait d'approcher les grandes colonies d'oies et de canards se reposant dans les marais salants. Sa longueur est mesurée sur celle d'un fusil de chasse[1] étendu de la proue à la poupe.

Selon la provenance :
- Chioggia : sàndolo a la ciosota ;
- Burano (chantier naval Bovo) : sàndolo buranèlo ;
- San Pietro in Volta (Malamocco) : sàndolo sampieròto.